# Spinolyprops maculatus
Spinolyprops maculatus es una especie de escarabajo del género Spinolyprops, familia Tenebrionidae, orden Coleoptera. Fue descrita científicamente por Kulzer en 1954.

## Distribución
Se distribuye por Sri Lanka y Birmania.